# Ramona Pucheta
Ramona Pucheta (Curundú, Provincia del Chaco, 1964) es una política y activista social argentina. Entre 2011 y 2015 fue diputada nacional por la provincia de Buenos Aires.

## Historia
Nació el 10 de noviembre de 1964 en un pequeño pueblo chaqueño, Curundú. A los 15 años tuvo su primer trabajo como asistente de almacén en la ciudad de Roque Sáenz Peña. Se mudó a Ezeiza, en la Provincia de Buenos Aires, donde trabajó en un quiosco. Luego se asentó en Lomas de Zamora, al tanto que trabajaba en la peletería Sule, en la Ciudad de Buenos Aires. Por influencia de sus padres, ya jubilados, comenzó a participar en el Movimiento Independiente de Jubilados y Desocupados. En sus primeros años, además de ser parte de las movilizaciones de la organización, fue la encargada de recibir y responder las cartas dirigidas a Raúl Castells. Luego se afianzó como tesorera del partido político MIJD.

## Elecciones 2011
En el año 2011 su organización política se sumó al frente electoral Compromiso Federal, que postuló a Alberto Rodríguez Saá como candidato a presidente de la Nación Argentina. El MIJD ubicó en la lista de candidatos a diputados nacionales por Buenos Aires, en tercer lugar a Raúl Castells y en segundo lugar a Ramona Pucheta. El primer lugar fue para Alberto Asseff, del partido UNIR. Finalmente el frente obtuvo el 5,59% en el distrito y le alcanzó para coronar dos diputados, Asseff y Pucheta.

## Asunción y polémica
Tras consagrarse diputada electa, Ramona Pucheta informó a los medios de comunicación su intención de renunciar a su banca, para que en su lugar asuma el tercero de la lista electoral, Raúl Castells. Ambos aseguraron que dicha situación fue pensada antes de concretarse las elecciones, debido a la posibilidad de que el frente no obtuviera el porcentaje necesario para que accedan como diputados Pucheta y Castells. Esto provocó malestar en sectores feministas, incluidas varias diputadas nacionales en ejercicio, que anticiparon que vetarían la posible asunción de Raúl Castells. Con lo cual y ante la polémica desatada, Ramona Pucheta asumió su cargo, conformando un bloque unipersonal Socialista del MIJD.
Finalmente, luego de una mala relación personal con Raúl Castells que acabó en denuncias judiciales, decide abandonar el MIJD en noviembre de 2013, luego de 16 años de militancia en ese partido. Permanece como diputada nacional y conforma el bloque unipersonal Frente por la Inclusión Social (aliado al Frente para la Victoria), que afirma tener las temáticas de trabajo formal, adultos mayores y vecinalismo como ejes.
En octubre de 2014, con el motivo de la aprobación del nuevo Código Civil y comercial que regirá en enero de 2016 en Argentina, un periodista le hizo una nota radial y evidenció su desconocimiento sobre lo el código por el cual votó a favor. No sabía cuando entraba en vigencia y además demostró el desconocimiento de los artículos que lo conforman. En la nota radial se escucha de fondo como otra persona le dicta lo que tiene que decir.

## Proyectos
Entre sus primeros proyectos presentados como diputada destacan el pedido de que legisladores y funcionarios tengan un sueldo similar al de un docente de escuela pública, y un proyecto de ley que establecía la reestatización de YPF, meses antes de que lo impulsara el Poder Ejecutivo Nacional.